# EPHX4
EPHX4 (англ. Epoxide hydrolase 4) – білок, який кодується однойменним геном, розташованим у людей на 1-й хромосомі. Довжина поліпептидного ланцюга білка становить 362 амінокислот, а молекулярна маса — 42 324.
| 10         |  | 20         |  | 30         |  | 40         |  | 50         |
| ---------- |  | ---------- |  | ---------- |  | ---------- |  | ---------- |
| MARLRDCLPR |  | LMLTLRSLLF |  | WSLVYCYCGL |  | CASIHLLKLL |  | WSLGKGPAQT |
| FRRPAREHPP |  | ACLSDPSLGT |  | HCYVRIKDSG |  | LRFHYVAAGE |  | RGKPLMLLLH |
| GFPEFWYSWR |  | YQLREFKSEY |  | RVVALDLRGY |  | GETDAPIHRQ |  | NYKLDCLITD |
| IKDILDSLGY |  | SKCVLIGHDW |  | GGMIAWLIAI |  | CYPEMVMKLI |  | VINFPHPNVF |
| TEYILRHPAQ |  | LLKSSYYYFF |  | QIPWFPEFMF |  | SINDFKVLKH |  | LFTSHSTGIG |
| RKGCQLTTED |  | LEAYIYVFSQ |  | PGALSGPINH |  | YRNIFSCLPL |  | KHHMVTTPTL |
| LLWGENDAFM |  | EVEMAEVTKI |  | YVKNYFRLTI |  | LSEASHWLQQ |  | DQPDIVNKLI |
| WTFLKEETRK |  | KD         |  |            |  |            |  |            |

A: Аланін

C: Цистеїн

D: Аспарагінова кислота

E: Глутамінова кислота

F: Фенілаланін

G: Гліцин

H: Гістидин

I: Ізолейцин

K: Лізин

L: Лейцин

M: Метіонін

N: Аспарагін

P: Пролін

Q: Глутамін

R: Аргінін

S: Серин

T: Треонін

V: Валін

W: Триптофан

Кодований геном білок за функцією належить до гідролаз. 
Локалізований у мембрані.